# Friedrich Geiger (Altphilologe)
Karl Friedrich Geiger (* 26. November 1890 in Erfurt; † 1914 bei Semendria) war ein deutscher klassischer Philologe.
Friedrich Geiger besuchte von 1901 bis 1905 das Gymnasium in Arnstadt, dann das Heinrich-Mann-Gymnasium in Erfurt. Nach der Reifeprüfung im Frühjahr 1909 studierte er Klassische Philologie, Geographie und Alte Geschichte an der Universität Halle. Zu seinen Lehrern gehörten Friedrich Bechtel, Otto Kern, Benedikt Niese, Karl Praechter und Carl Robert. Besonderen Einfluss hatte der Altphilologe und Religionswissenschaftler Georg Wissowa, der Geiger zu seiner Dissertation über die römischen Priester anregte. Im Juli 1913 wurde Geiger mit dieser Schrift mit dem Titel De sacerdotibus Augustorum municipalibus promoviert. Wissowa vermittelte Geiger auch als Mitarbeiter für die Neuausgabe von Paulys Realencyclopädie der classischen Altertumswissenschaft (RE), die seit 1906 von Wilhelm Kroll betrieben wurde. Geiger steuerte mehrere religionswissenschaftliche Artikel für das Unternehmen bei, darunter auch das Stichwort Sacra (1) (Band I A,2, Sp. 1656–1664). Außerdem erstellte er ein Register aller Nachträge und Berichtigungen, die in den Bänden 1–10 und in den ersten drei Supplementheften erschienen waren.
Friedrich Geiger fiel in den ersten Monaten des Ersten Weltkriegs bei Semendria.